# Jelle Bataille
Jelle Bataille, né le 20 mai 1999 à Ostende en Belgique, est un footballeur belge qui joue au poste de défenseur ou de milieu de terrain au Maccabi Haïfa.

## Biographie

### En club
Il inscrit son premier but avec l'équipe professionnelle d'Ostende le 9 mai 2018, lors de la réception du Sporting Lokeren. Ce match perdu 1-3 entre dans le cadre des play-offs de qualification pour la Ligue Europa. 
Avec le KV Ostende, il atteint les demi-finales de la Coupe de Belgique en 2019.
Le 18 juin 2021, il rejoint le Royal Antwerp FC pour trois saisons.
Le club anversois ne prolonge pas le contrat de Jelle Bataille à l'issue de celui-ci en juillet 2025 et le défenseur quitte donc l'Antwerp libre.
Deux semaines après avoir été mis à l'écart par le club anversois, il s'engage avec le Maccabi Haïfa.

### En sélections nationales
Avec les moins de 19 ans, il inscrit un but contre le Portugal en septembre 2017. Les Belges s'inclinent malgré tout 1-3 lors de cette rencontre amicale.
Il joue son premier match avec les espoirs belges le 10 septembre 2019, contre la Bosnie-Herzégovine. Ce match nul et vierge entre dans le cadre des éliminatoires de l'Euro espoirs 2021. Bataille joue 10 minutes lors de cette rencontre.

## Statistiques

### En club
| Saison                | Club                  | Championnat           | Championnat | Championnat | Championnat | Coupe(s) nationale(s) | Coupe(s) nationale(s) | Coupe(s) nationale(s) | Supercoupe | Supercoupe | Supercoupe | Compétition(s) continentale(s) | Compétition(s) continentale(s) | Compétition(s) continentale(s) | Compétition(s) continentale(s) | Autres compétitions | Autres compétitions | Autres compétitions | Autres compétitions | Total | Total | Total |
| Saison                | Club                  | Division              | M.          | B.          | P.d.        | M.                    | B.                    | P.d.                  | M.         | B.         | P.d.       | Comp.                          | M.                             | B.                             | P.d.                           | Comp.               | M.                  | B.                  | P.d.                | M.    | B.    | P.d.  |
| 2017-2018             | KV Ostende            | Division 1A           | 0           | 0           | 0           | -                     | -                     | -                     | -          | -          | -          | -                              | -                              | -                              | -                              | PO2                 | 7                   | 1                   | 1                   | 7     | 1     | 1     |
| 2018-2019             | KV Ostende            | Division 1A           | 11          | 0           | 0           | 3                     | 0                     | 1                     | -          | -          | -          | -                              | -                              | -                              | -                              | PO2                 | 7                   | 0                   | 0                   | 21    | 0     | 1     |
| 2019-2020             | KV Ostende            | Division 1A           | 24          | 2           | 2           | 1                     | 0                     | 0                     | -          | -          | -          | -                              | -                              | -                              | -                              | -                   | -                   | -                   | -                   | 25    | 2     | 2     |
| 2020-2021             | KV Ostende            | Division 1A           | 31          | 1           | 4           | 2                     | 0                     | 0                     | -          | -          | -          | -                              | -                              | -                              | -                              | PO2                 | 6                   | 0                   | 0                   | 39    | 1     | 4     |
| Sous-total            | Sous-total            | Sous-total            | 66          | 3           | 6           | 6                     | 0                     | 1                     | -          | -          | -          | -                              | -                              | -                              | -                              | -                   | 20                  | 1                   | 1                   | 92    | 4     | 8     |
| 2021-2022             | Royal Antwerp FC      | Division 1A           | 26          | 0           | 2           | 1                     | 0                     | 0                     | -          | -          | -          | C3                             | 6                              | 0                              | 0                              | PO1                 | 4                   | 0                   | 0                   | 37    | 0     | 2     |
| 2022-2023             | Royal Antwerp FC      | Division 1A           | 31          | 0           | 3           | 6                     | 1                     | 0                     | -          | -          | -          | C4                             | 1                              | 0                              | 0                              | PO1                 | 6                   | 0                   | 3                   | 44    | 1     | 6     |
| 2023-2024             | Royal Antwerp FC      | Division 1A           | 27          | 1           | 1           | 4                     | 0                     | 0                     | 1          | 0          | 1          | C1                             | 7                              | 0                              | 1                              | PO1                 | 6                   | 0                   | 0                   | 45    | 1     | 3     |
| 2024-2025             | Royal Antwerp FC      | Division 1A           | 19          | 0           | 0           | 1                     | 0                     | 0                     | -          | -          | -          | -                              | -                              | -                              | -                              | PO1+BE              | 7+1                 | 0+0                 | 1+0                 | 28    | 0     | 1     |
| Sous-total            | Sous-total            | Sous-total            | 103         | 1           | 6           | 12                    | 1                     | 0                     | 1          | 0          | 1          | -                              | 14                             | 0                              | 1                              | -                   | 24                  | 0                   | 4                   | 154   | 2     | 12    |
| 2025-2026             | Maccabi Haïfa         | Ligat HaAl            | -           | -           | -           | -                     | -                     | -                     | -          | -          | -          | C4                             | 4                              | 0                              | 0                              | -                   | -                   | -                   | -                   | 4     | 0     | 0     |
| Total sur la carrière | Total sur la carrière | Total sur la carrière | 169         | 4           | 12          | 18                    | 1                     | 1                     | 1          | 0          | 1          | -                              | 18                             | 0                              | 1                              | -                   | 44                  | 1                   | 5                   | 250   | 6     | 20    |

## Palmarès

### En club
|  |  | Royal Antwerp FC - Championnat de Belgique (1) : - Champion : 2023. - Coupe de Belgique (1) : - Vainqueur : 2023. - Finaliste : 2024. - Supercoupe de Belgique (1) : - Vainqueur : 2023. |

## Vie privée
Il est le fils de Kurt Bataille, ancien entraîneur de son club précédent, le KV Ostende.